# Trigonostemon adenocalyx
Trigonostemon adenocalyx är en törelväxtart som beskrevs av François Gagnepain. Trigonostemon adenocalyx ingår i släktet Trigonostemon och familjen törelväxter.
Artens utbredningsområde är Vietnam. Inga underarter finns listade i Catalogue of Life.